# 海洋恐怖症
海洋恐怖症（かいようきょうふしょう、英語: thalassophobia）とは、海や川、湖などに対する恐怖症である。
海洋恐怖症には、大量の水の中にいること、海の広大な空、海の波、陸からの距離に対する恐怖が含まれる。